# Greenmaniella resinosa
Greenmaniella resinosa là một loài thực vật có hoa trong họ Cúc. Loài này được (S.Watson) W.M.Sharp mô tả khoa học đầu tiên năm 1935.